# Klub Sportowy Cracovia
Cracovia (błędnie nazywana Cracovią Kraków) – uznawany za najstarszy nieprzerwanie istniejący polski klub sportowy, założony 13 czerwca 1906 roku w Krakowie, jako Akademicki Klub Footballistów. W Cracovii łącznie działały 32 sekcje sportowe.

## Struktura organizacyjna
- Klub "KS Cracovia 1906" – Stowarzyszenie. Zajmuje się sportami indywidualnymi i amatorskimi sekcjami sportów drużynowych.
- Miejski Klub Sportowy Cracovia Sportowa Spółka Akcyjna – założona w 1998 roku pierwotnie jako spółka KS Cracovia i Gminy Kraków. Od 2003 początkowo mniejszościowy, a później większościowy pakiet akcji ma w niej firma ComArch. MKS Cracovia SSA zajmuje się zawodowymi sekcjami sportów drużynowych.
- Akademia Mistrzów Cracovia – szkółka piłkarska dla dzieci i młodzieży
- Szkoła Mistrzostwa Sportowego im. Józefa Kałuży i Henryka Reymana – Szkoła mistrzostwa sportowego prowadzona przez MKS Cracovia SSA. Obecnie liceum, w przeszłości również gimnazjum.
- Fundacja "100 lat KS Cracovia" – fundacja współfinansująca działalność klubu, głównie zajęcia z dziećmi i młodzieżą w KS Cracovia 1906. Ma status organizacji pożytku publicznego.
- Stowarzyszenie Kultury Fizycznej Wspierania Młodych Talentów "100 Lat Cracovia" – stowarzyszenie współfinansujące szkółki piłkarskie i hokejowe MKS Cracovia. Ma status organizacji pożytku publicznego.
- Ośrodek Sportowo – Rekreacyjny Klub 1906 – prowadzony przez KS Cracovia 1906 ośrodek organizujący zajęcia sportowo-rekreacyjne.
- Stowarzyszenie "Cracovia To My" – organizacja kibiców Cracovii. Początkowo działała pod nazwą Stowarzyszenie "Tylko Cracovia"[2].
- "Opravcy" – grupa kibiców tzw. ultras zajmująca się organizowaniem opraw na meczach.
- ponadto obecnie w likwidacji lub istniały w przeszłości
  - Klub Sportowy Cracovia – Stowarzyszenie. Przez lata podstawowa forma działalności w klubie. Miała status organizacji pożytku publicznego.
  - Koło Sympatyków KS Cracovia – dawna organizacja kibiców Cracovii.
  - Grupa 100 – związek kibiców współfinansujących działalność klubu.
  - "Laski w Paski" – żeńska grupa taneczna.

## Informacje ogólne
- Pełna nazwa: Klub Sportowy Cracovia (12 sekcji sportowych) oraz  Klub Sportowy Cracovia SA (2 sekcje sportowe)
- Data założenia: Klub Sportowy Cracovia – 13 czerwca 1906, KS Cracovia SA – 1998
- Barwy: biało-czerwone
- Przydomki klubu używane przez kibiców: Pasy
- Adresy: KS Cracovia – al. 3 Maja 11A (Park Jordana), 30-062 Kraków oraz KS Cracovia SA – ul. Wielicka 101, 30-552 Kraków
- Prezes: Józef Lassota (KS Cracovia) oraz Mateusz Dróżdż (MKS Cracovia SSA; zastąpił zmarłego w grudniu 2023 Janusza Filipiaka)[3]

## Historia
Cracovia powstała w 1906 jako drużyna akademicka. Pierwszy mecz zawodnicy rozegrali 23 września tego samego roku z drużyną biało-czerwonych. Miesiąc później rozegrany został rewanż na boisku o rozmiarach 120 na 150. Rywalizacja zakończyła się remisem 1:1. Strzelcem pierwszej bramki w historii Cracovii został Tadeusz Zabrza. W 1907 doszło do połączenia drużyną Biało-Czerwoni i przyjęcia biało-czerwonych barw jako klubowe. W tym samym roku szeregi klubu zasiliła drużyna Wisły Kraków. 27 listopada 1909 roku sporządzony został pierwszy klubowy statut. W 1913 drużyna zdobyła tytuł Mistrza Galicji. Było to pierwsze trofeum w historii klubu. W pierwszym sezonie 1921 Cracovia wygrała prawie większość spotkań ligowych i bilansem 64 goli strzelonych i 10 straconych zdobyła pierwsze mistrzostwo Polski. W grudniu tego samego roku 7 piłkarzy Cracovii zostało powołanych do reprezentacji Polski na pierwszy w historii mecz reprezentacji polski przeciwko reprezentacji Węgier. W kolejnym sezonie do mistrzowskiej drużyny dołączyli: Antoni Zasada, Jan Prochowski oraz Mieczysław Zimowski. Podczas przygotowań pokonali 8:2 drużynę Pogonii Katowice. W marcu tego samego roku przegrali spotkania sparingowe z czeskimi drużynami Unionu Ziżkov i Spartą Praga.
W lipcu 2002 właścicielem Cracovii została firma Comarch. Nowy właściel spłacił długi zaś trenerem został Wojciech Stawowy. Do drużyny dołączyli zawodnicy proszowianki oraz Szczakowianki. Drużyna na swoim boisku rozbiła mi.n. Ładę Biłgoraj, Pogoń Staszów i ŁKS Niedźwiedź. W derbowym spotkaniu pokonali drużynę Hutnika Kraków.J jesienny bilans drużyny wynosił 11 zwycięstw 4 remisy i jedna porażka. Również w rundzie rewanżowej wygrała znaczną większość spotkań a awans ostatecznie uzyskała po wygranej 2:0 z drużyną Motoru Lublin.
14 sierpnia 2025 ogłoszono, że nowym właścicielem Cracovii został Robert Platek. Mniejszościowym udziałowcem została Elżbieta Filipiak, wdowa po prezesie Cracovii w latach 2004–2023 Januszu Filipiaku. Firma Comarch pozostała głównym sponsorem klubu.

### Kalendarium początkowych lat
- 1906

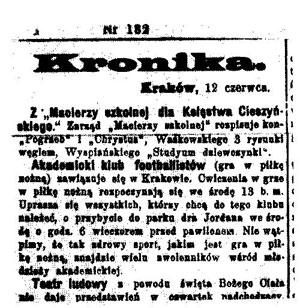
Ogłoszenie o powstaniu Akademickiego Klubu Footbalistów w dzienniku "Nowa Reforma" z 13 czerwca 1906

  - 4 czerwca – Mecz "studenci" – Czarni Lwów 0:2. Drużyna studentów nazywana też "przodownikami" przygotowywała się do tego meczu kilkanaście dni.
  - 4 czerwca – Mecz "akademicy" – KGS IV Gimnazjum Lwów 0:4, "Akademicy" to naprędce zwołana drużyna.
  - 13 czerwca – W 132. numerze dziennika "Nowa Reforma" ukazuje się ogłoszenie zapowiadające...
  - 13 czerwca, 18:00 – ...spotkanie założycielskie Akademickiego Klubu Footballistów pod pawilonem w parku Jordana.
  - 5 sierpnia – Dawni "przodownicy" już jako I. Klub Studencki grają mecz z drużyną cyrku Buffalo Bill's Wild West, 1:0.
  - wrzesień – Drużyna AKF zmienia nazwę na AKF Cracovia.
  - 23 września – Pierwszy odnotowany w prasie mecz akademickiej Cracovii. I.Klub Studencki – Cracovia 0:0.
  - wrzesień – I.Klub Studencki otrzymuje pasiaste stroje w barwach narodowych i od tej pory nazywana jest Biało-Czerwonymi, drużyna AKF otrzymuje stroje w barwach Krakowa – niebieskie z białą szarfą (z szarfy jako niepraktycznej wkrótce zrezygnowano).
  - 29 i 30 września – rewanżowa wizyta Biało-Czerwonych we Lwowie. Zawody lekkoatletyczne i wygrany 1:0 mecz z Czarnymi.
  - październik – Turniej Jesienny na Błoniach. Wygrywają Biało-Czerwoni, druga jest Cracovia.
  - 14 października – Mecz pokazowy w Bochni, Biało-Czerwoni – Czerwoni (wynik nieznany)
  - 21 października – Mecz pokazowy w Tarnowie, Biało-Czerwoni – Cracovia 1:1. Mecz gromadzi tłumy, organizatorzy pobierają za wstęp opłatę, mecz na boisku o wymiarach 120x150.
- 1907 – Fuzja Biało-Czerwonych i Cracovii, wspólny klub zachowuje nazwę Cracovia, gra w biało-czerwonych pasach, niebieskie zostają rezerwowymi.
  - 1 lipca – Mecz wyjazdowy Czarni Lwów – Cracovia 4:1.
  - wrzesień – Fuzja z Wisłą Kraków[16][17]. Na mocy umowy Wisła miała zostać pierwszą rezerwową drużyną Cracovii, zostaje trzecią drużyną (Cracovią III). Po kilku tygodniach gracze Wisły wycofują się z fuzji.
  - 22 września – Festyn Cracovii w Parku Jordana – mecz piłkarski i zawody w lekkiej atletyce.
- 1908
  - luty – Działalność w Cracovii podejmuje grający trener Anglik William Calder.
  - 28 maja – Pierwszy międzynarodowy mecz w historii polskiej piłki nożnej. Troppauer FV – Cracovia 4:2.
  - 14 czerwca – Rewanż w Krakowie, Cracovia – Troppauer FV 5:2.
  - wrzesień – Pierwszy lokal klubowy.
  - jesień – Powstają niezmienione do dziś odznaka i flaga klubowa, wprowadzono też legitymacje.
  - 20 września – Pierwszy (a przynajmniej pierwszy odnotowany w prasie) mecz z Wisłą Kraków, 1:1 poprzedzony zawodami lekkoatletycznymi.
  - 18 października – Pierwsze rozstrzygnięte derby. Cracovia – Wisła 3:1.

### Chronologia nazw

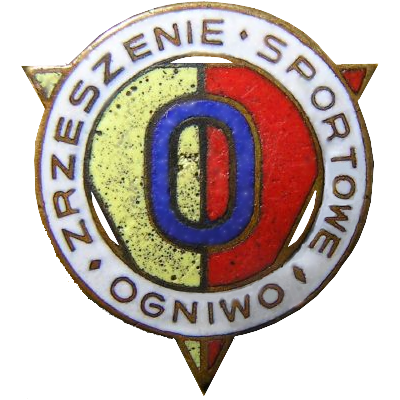
Odznaka zrzeszenia sportowego "Ogniwo"

- 1906 – Akademicki Klub Footballistów
- 1906 – Akademicki Klub Footballowy Cracovia[18]
- 1907 – Klub Sportowy Cracovia
- 1948 – Związkowy Klub Sportowy Cracovia
- 1949 – Związkowy Klub Sportowy Ogniwo-Cracovia
- 1949 – Związkowy Klub Sportowy Ogniwo Kraków
- 1950 – Związkowe Koło Sportowe Ogniwo MPK Kraków
- 1952 – Terenowe Koło Sportowe Ogniwo MPK Kraków
- 1954 – Terenowe Koło Sportowe Sparta Kraków
- 1955 – Klub Sportowy Cracovia
- 1957 – Spółdzielczy Klub Sportowy Cracovia
- 1973 – Klub Sportowy Cracovia
- 1997 – Miejski Klub Sportowy Cracovia Sportowa Spółka Akcyjna

Uwagi:
- W 1952 zmieniono nazwę na Terenowe Koło Sportowe Stal Nowa Huta, ale uchwała ta nie weszła w życie.
- W latach 1955–1957 używano także nieformalnej nazwy Koło Sportowe Cracovia-PSS.

## Sekcje

### Sekcje prowadzone przez MKS Cracovia SSA
- sekcja piłki nożnej mężczyzn

- sekcja hokeja na lodzie mężczyzn

### Sekcje prowadzone przez stowarzyszenie KS Cracovia 1906
- sekcja hokeja na lodzie kobiet

- sekcja koszykówki mężczyzn

- sekcja brydża
- sekcja karate
- sekcja kung-fu
- sekcja lekkoatletyczna
- sekcja piłki ręcznej kobiet

- sekcja szachowa

- sekcja tenisa stołowego

### Sekcje działające w przeszłości

#### Sporty zespołowe
- sekcja hazeny

- sekcja hokeja bandy
- sekcja hokeja na trawie kobiet
- sekcja hokeja na trawie mężczyzn
- sekcja hokeja na wrotkach
- sekcja koszykówki kobiet
- sekcja koszykówki mężczyzn

- sekcja piłki ręcznej mężczyzn

- sekcja piłki wodnej
- sekcja siatkówki kobiet
- sekcja siatkówki mężczyzn

#### Sporty indywidualne
- sekcja badmintona
- sekcja bilardowa
- sekcja bobslejowa
- sekcja bokserska
- sekcja brydżowa
- sekcja gimnastyczna
- sekcja kajakarska
- sekcja kolarska
- sekcja łucznicza
- sekcja łyżwiarska
- sekcja motorowa
- sekcja narciarska (zob. Skocznie narciarskie w Krakowie)
- sekcja pływacka
- sekcja strzelecka
- sekcja szermierska
- sekcja tenisa ziemnego
- sekcja żeglarska
- sekcja żużlowa

## Sukcesy
- 196 tytułów mistrza kraju (1 tytuł mistrza Galicji i 195 tytułów mistrza Polski)
- 133 tytuły wicemistrza Polski
- 101 trzecich miejsc w MP
- 5 Pucharów Polski
- 1 rekord świata
- 1 rekord Europy
- 65 rekordów Polski

Cracovia może się poszczycić tytułami mistrza Polski w wielu popularnych drużynowych dyscyplinach sportowych, zarówno wśród mężczyzn jak i kobiet.
| Mistrz Polski   | Mężczyźni                                                        | Kobiety |
| --------------- | ---------------------------------------------------------------- | --- |
| Piłka nożna     | 1921, 1930, 1932, 1937, 1948                                     | |
| Koszykówka      | 1929,1938                                                        | 1929 |
| Piłka siatkowa  | 1933                                                             | |
| Piłka ręczna    | 11-osobowa: 1930,1933                                            | 7-osobowa: 1957, 1958 – hala, 1958 – boisko, 1959/60, 1960/61, 1966/67, 1984/85, 1986/87; 11-osobowa: 1956, 1959, 1960/61, 1961/62 |
| Hokej na lodzie | 1937, 1946, 1947, 1948, 1949, 2006, 2008, 2009, 2011, 2013, 2016 | |

## Encyklopedia klubu
Klub posiada tworzoną przez kibiców niezależną, internetową encyklopedię wiedzy i historii klubu – WikiPasy.pl. Projekt był przygotowywany od początku stycznia 2004 roku, w internecie zaistniał w sierpniu 2004, a od początku 2005 roku jest oparty na wolnym oprogramowaniu Mediawiki.

## Ciekawostki
- Karol Wojtyła, będąc studentem na Uniwersytecie Jagiellońskim, był kibicem Cracovii. Również później, podczas spotkań z Polakami interesował się losami klubu. Podczas spotkań pytał: Jak tam moja ukochana Cracovia?. Przedstawicieli Klubu Sportowego „Cracovia” na zakończenie audiencji papieskiej w dniu 5 stycznia 2005 roku pożegnał słowami: Cracovia pany![19]